# بنك صوماليلاند المركزي
مصرف أرض الصومال (بالصومالية: Baanka Somaliland)‏ هو بنك مركزي في أرض الصومال، وهي جمهورية أعلنت نفسها بنفسها ومعترف بها دوليًا كمنطقة حكم ذاتي في الصومال. تأسست في عام 1994، وهي بمثابة سلطة نقدية وبنك تجاري في المنطقة. تم النص على البنك المركزي في دستور أرض الصومال. لديها مكتب رئيسي في هرجيسا، بالإضافة إلى سبعة فروع أخرى، وأربعة مكاتب صرف أجنبي في مطارات هرجيسا ، بربرة ، بوراما وجابيلي.

## الأهداف
تماشياً مع المادة من القانون التأسيسي لبنك أرض الصومال ، يهدف البنك إلى:
- الحفاظ على استقرار الأسعار وسعر الصرف
- تعزيز الائتمان وظروف التجارة التي تدعم النمو الاقتصادي المتوازن
- دعم السياسات الاقتصادية والمالية للحكومة حيثما أمكن ذلك

## روابط خارجية
- الموقع الرسمي